# Oratorium
Ett oratorium är ett större musikaliskt verk för orkester, sångsolister och kör, med berättande text. Till skillnad från opera är oratoriet inte avsett att framföras sceniskt. Således används inte kulisser och solisterna bär inte teaterkostymer och agerar inte på scenen. Texten är ofta (men inte alltid) hämtad från berättelser i Bibeln. Oratoriet utvecklades ur laudin. Emilio de' Cavalieris allegoriska Rappresentatione di Anima, et di Corpo (1600) brukar räknas som världens första oratorium.
Genren nådde sin höjdpunkt med Georg Friedrich Händels gammaltestamentliga oratorier, i vilka storslagna körer spelar en central roll. Vidare märks Joseph Haydn med sina världsliga idylloratorier – som Skapelsen (1798) och Årstiderna (1801). Under 1800-talet skrevs betydande oratorier av Felix Mendelssohn, Franz Liszt och Edward Elgar. Under 1900-talet skrevs oratorier av Arthur Honegger, Igor Stravinskij, Paul Hindemith, Hilding Rosenberg och Karl-Birger Blomdahl.
Oratorium innehåller vanligtvis:
- Ouvertyr
- Aria
- Recitativ
- Körsång

Det mest välkända oratoriet är Händels Messias. Andra kända oratorier är Samson av Händel, Juloratoriet av Johann Sebastian Bach, Skapelsen av Joseph Haydn, Elias av Felix Mendelssohn och Oedipus Rex av Igor Stravinskij.